# Bubenheimer Bach

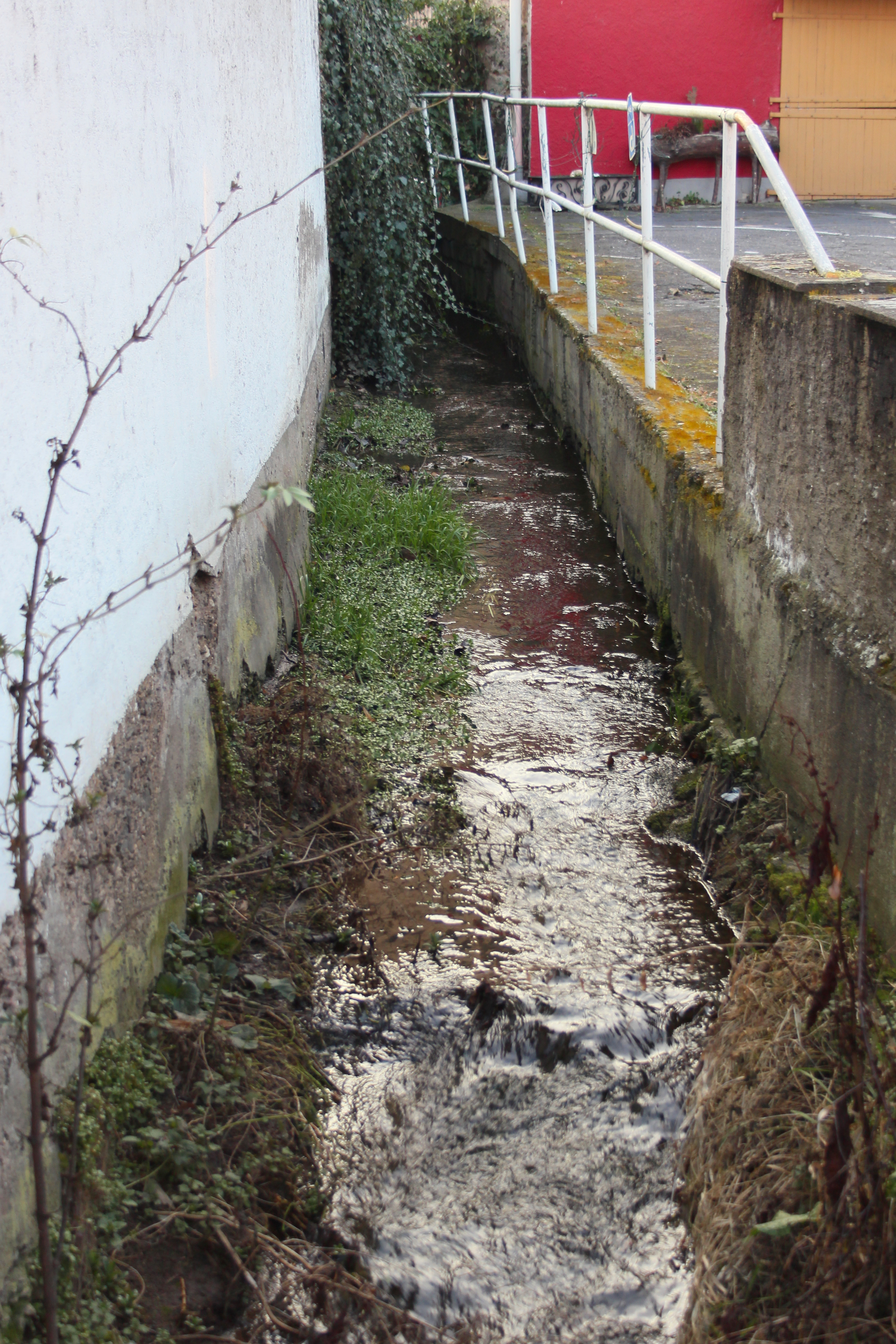
Der Bubenheimer Bach im Ortskern von Koblenz-Bubenheim

Der Bubenheimer Bach ist ein unter 9 km langes, etwa nordöstlich laufendes Fließgewässer im nordwestlichen Bereich der rheinland-pfälzischen Großstadt Koblenz, der beim Stadtteil Kesselheim von links in den Mittelrhein mündet. Sein Oberlauf heißt Brücker Bach (auch Brückerbach).

## Geographie

### Verlauf
Der Bubenheimer Bach entsteht unter dem Namen Brücker Bach in einem baumbestandenen Grünstreifen neben der ehemaligen Bahnstrecke Mayen Ost–Koblenz-Lützel auf etwa 168,8 m ü. NHN südwestlich von Koblenz-Rübenach. Der Bach fließt beständig in nordwestliche Richtungen. Nach einem kurzen Zufluss vom Eppertsborns am linken Hang durchläuft er Rübenach, wo mehrere Mühlen an seinem Lauf stehen. Zwischen Sportplatz und der Wilhelmsmühle läuft darin von rechts der Anderbach zu. Nach der unteren Siedlungsgrenze folgen drei weitere Mühlen, an einer von ihnen durchzieht er ein nur bei Bedarf eingestautes Rückhaltebecken. Nun Bubenheimer Bach genannt, durchläuft er den namengebenden Stadtteil Koblenz-Bubenheim und unterquert die B 9. Teilweise offen fließt er durch das Naherholunggebiet Bubenheim Bach der Industriezone im Koblenzer Norden. Hier beginnt die Verrohrung des Gewässers, die erst kurz vor der Mündung endet. Die Mündung ist am östlichen Ortsrand von Koblenz-Kesselheim wenig westlich der Ausfahrt des Koblenzer Rheinhafen auf unter 60 m ü. NHN in den Mittelrhein.
Der Gesamtlauf aus Brücker Bach und Bubenheimer Bach ist etwa 8,7 km lang, mündet rund 110 Höhenmeter unterhalb der Quelle und hat damit ein mittleres Sohlgefälle von etwa 13 ‰. Sein Einzugsgebiet umfasst rund 16 km², der höchste Punkt darin liegt an der Südwestspitze neben der A 48 nördlich von Wolken auf etwa 295 m ü. NHN.

### Zuflüsse und Seen
Hierarchisch, jeweils von der Quelle zur Mündung.
- (Abfluss des Eppertsborns), von links auf etwa 164 m ü. NHN noch vor dem Ortsrand von Rübenach, unter 0,2 km
- Anderbach, von rechts auf unter 124 m ü. NHN an der Wilhelmsmühle in Rübenach, ca. 2,0 km und ca. 3,5 km².[LANIS 4]
  - (Abfluss der/einer Wiesenquelle), von links auf etwa 147 m ü. NHN am Ortsrand von Rübenach, ca. 0,2 km
- Durchfließt das Rückhaltebecken an der Zilzemühle, ca. 1,0 ha. Ohne Dauereinstau.
- Passiert ein Rückhaltebecken nach Bubenheim rechts am Lauf nahe der Bubenheimer Auffahrt zur B 9, ca. 0,7 ha. Ohne Dauereinstau.

### Orte
Orte und Siedlungsplätze am Lauf, von der Quelle zur Mündung:
- Stadtteil Rübenach; innerhalb der Siedlungsgrenze darin
  - Gappenachsmühle
  - Reichardtsmühle
  - Wilhelmsmühle
- Kuffnermühle
- Zilzemühle
- Werlesmühle
- Stadtteil Bubenheim
- Industriegebiet bei Wallersheim
- Stadtteil Kesselheim

## Renaturierung
Nach Beschluss des zuständigen Fachbereichsausschusses der Stadt vom 19. Januar 2010 soll der bisher dort teilweise unterirdisch verlaufende Bubenheimer Bach am Nordrand von Bubenheim offengelegt und renaturiert werden.

## Bilder

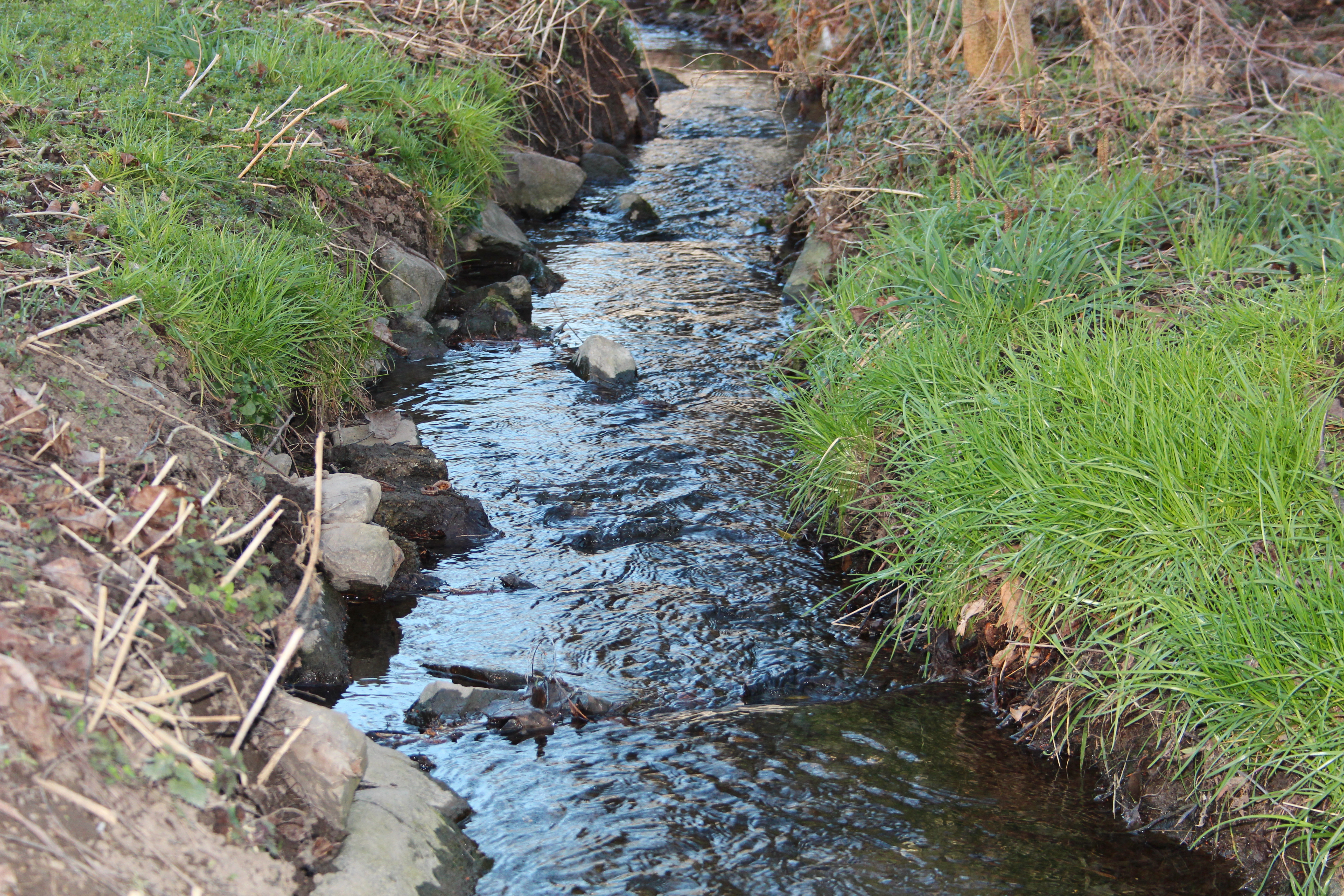
Der Bubenheimer Bach bei Koblenz-Bubenheim
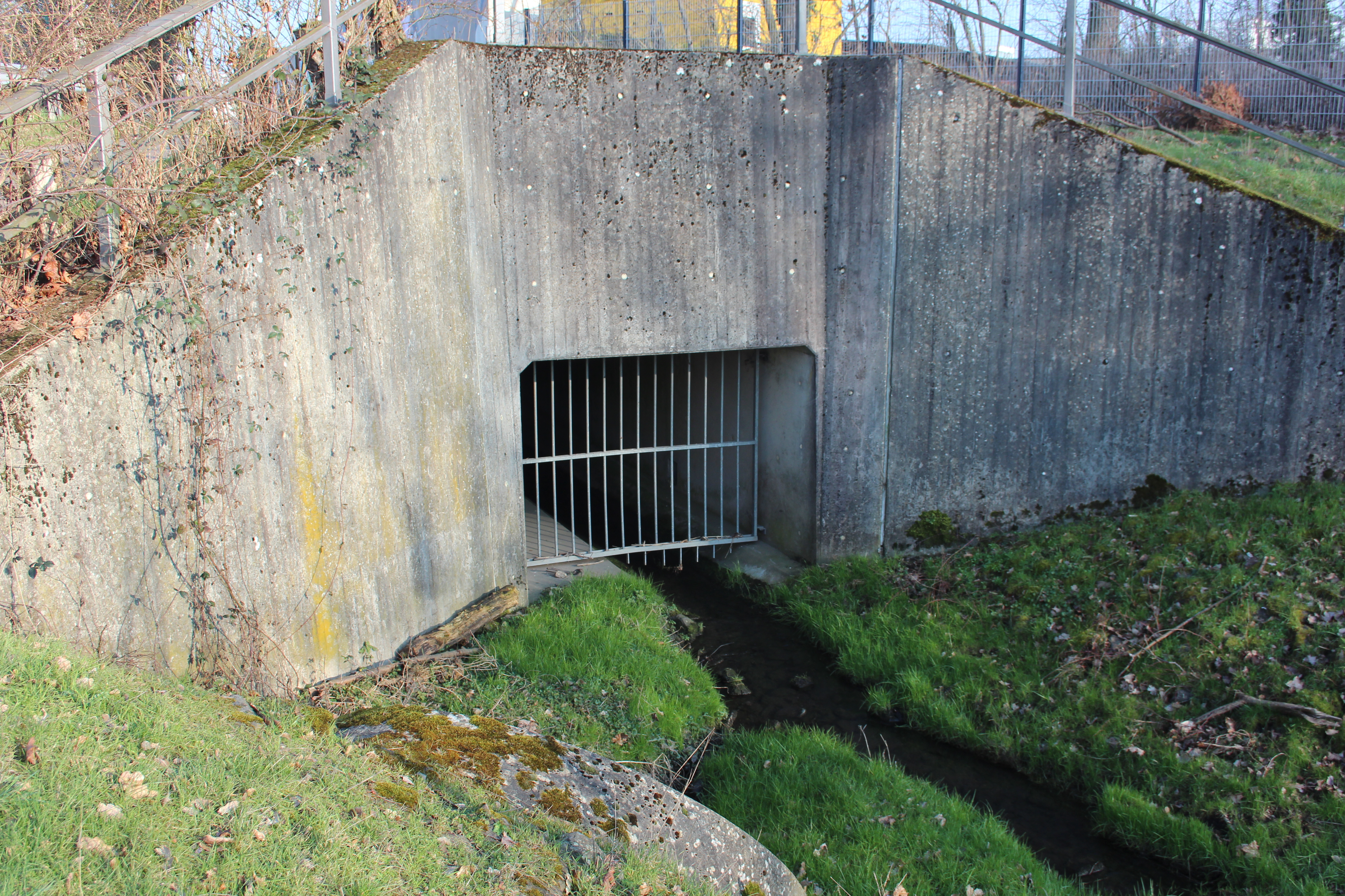
Beginn der Verrohrung nach dem Naherholungsgebiet Bubenheimer Bach südlich von Koblenz-Kesselheim
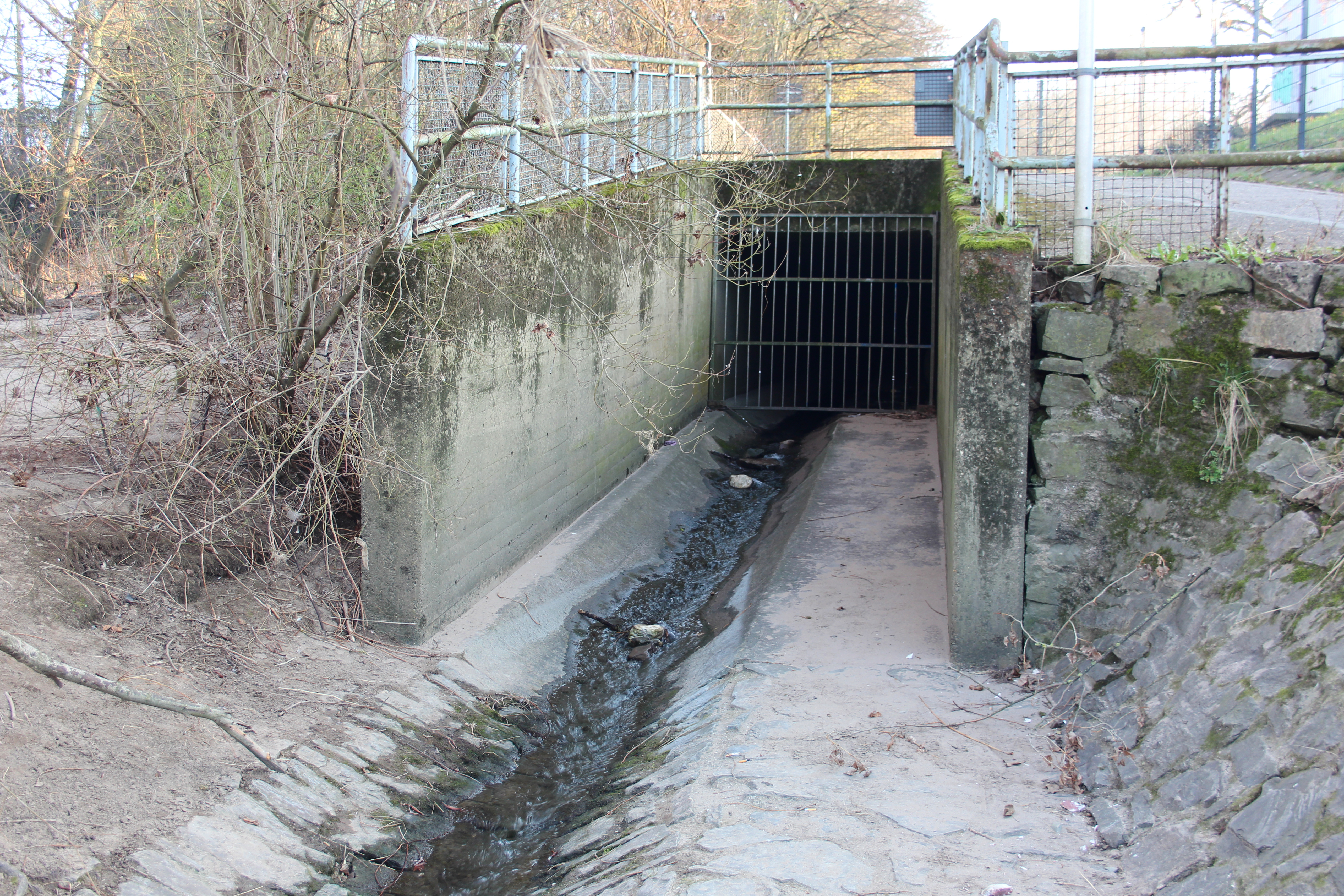
Ende der Verrohrung kurz vor dem Zufluss in den Rhein nahe dem Koblenz-Kesselheimer Hafen
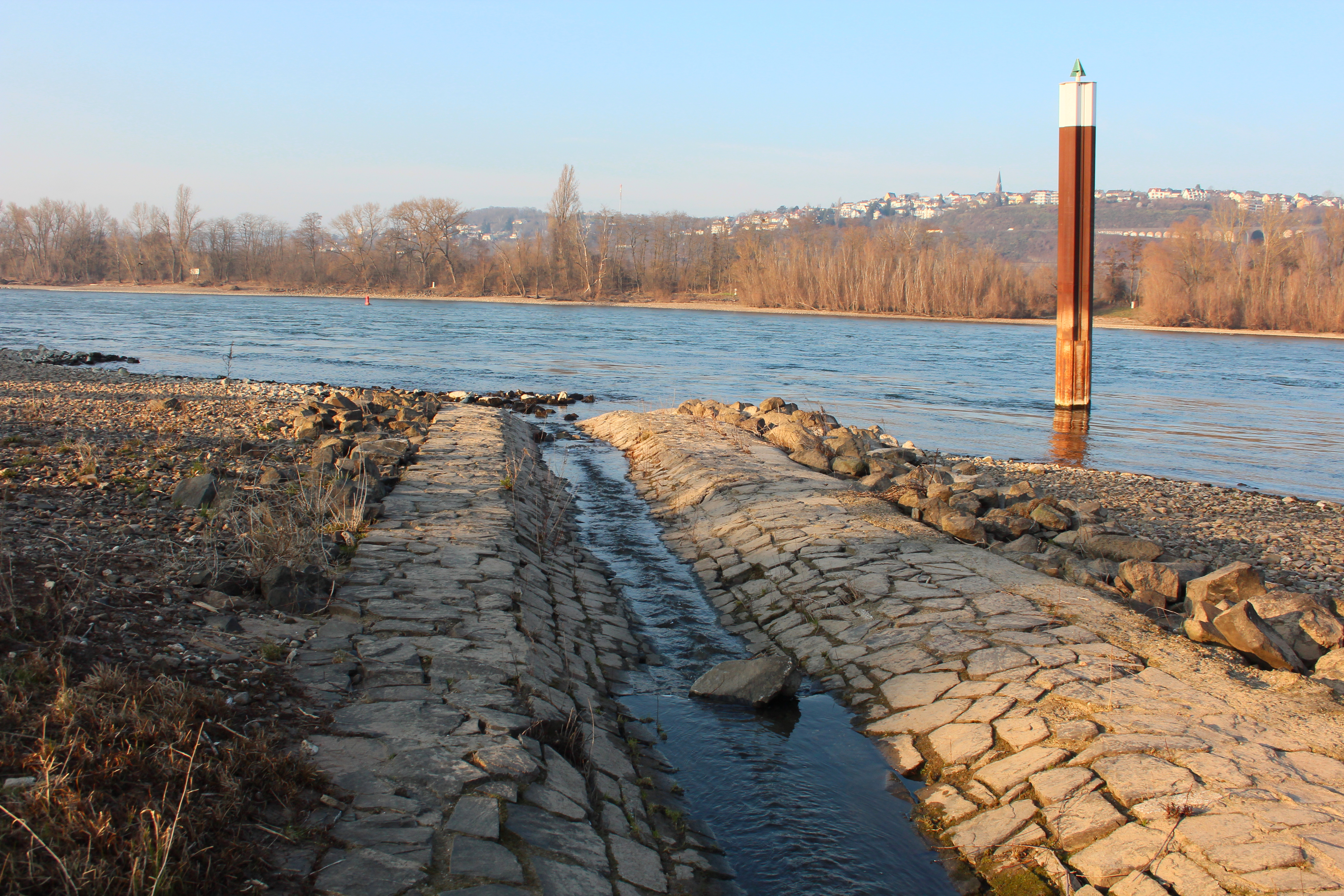
Zufluss in den Rhein mit Sohlrampe

### LANIS
Amtlicher Kartenserver mit passendem Ausschnitt: Lauf und Einzugsgebiet des Bubenheimer Bachs

Allgemeiner Einstieg ohne Voreinstellungen und Layer: Kartendienst des Landschaftsinformationssystems der Naturschutzverwaltung Rheinland-Pfalz (LANIS-Karte) (Hinweise)
1. ↑  Höhe nach schwarz beschriftetem Höhenpunkt auf dem Hintergrundlayer.
2. 1 2  Höhe nach dem Höhenlinienbild auf dem Hintergrundlayer.
3. 1 2  Länge abgemessen auf dem Hintergrundlayer.
4. 1 2  Einzugsgebiet grob abgemessen auf dem Hintergrundlayer.

### Andere
1. ↑  Der Brückerbach, unser-ruebenach.de, abgerufen am 5. März 2023
2. ↑  Offenlage und Renaturierung des Bubenheimer Baches vom Ortsausgang Bubenheim ab dem Fußweg bei Haus Nr. 33 bis zum geplanten Durchlaßbauwerk an der B 9, Bürgerinformationssystem der Stadt Koblenz mit Beschluss vom 19. Januar 2010.